# Home in Oklahoma
Home in Oklahoma è un film del 1946 diretto da William Witney.
È un film western statunitense a sfondo musicale con Roy Rogers, George 'Gabby' Hayes e Dale Evans.

## Produzione
Il film, diretto da William Witney su una sceneggiatura di Gerald Geraghty, fu prodotto da Edward J. White, come produttore associato, per la Republic Pictures e girato nel Flying L Ranch a Davis (Oklahoma).

## Colonna sonora
- I Wish I Was A Kid Again - scritta da Jack Elliott, cantata da Roy Rogers
- Jailhouse Sequence - scritta da Jack Elliott, cantata da Roy Rogers
- Home In Oklahoma - scritta da Jack Elliott, cantata da Roy Rogers e dai Sons of the Pioneers
- Breakfast Club Song - scritta da Jack Elliott
- Miguelito - scritta da Jack Elliott, cantata da Roy Rogers e Dale Evans
- Cowboy Ham and Eggs - scritta da Tim Spencer, cantata da Roy Rogers e dai Sons of the Pioneers
- The Everlasting Hills of Oklahoma - scritta da Tim Spencer, cantata dai Sons of the Pioneers
- Hereford Heaven - scritta da Roy J. Turner, cantata dal Flying 'L' Ranch Quartet

## Distribuzione
Il film fu distribuito negli Stati Uniti dal 18 ottobre 1946 al cinema dalla Republic Pictures. È stato distribuito anche in Brasile con il titolo Nas Terras de Oklahoma.

## Promozione
Le tagline sono:
- "ROY'S RIDIN' HERD ON DANGER AND SONG! (original ad-all caps)".
- "A hard-ridin' fast shootin' song slingin' round-up of action thrills (original ad)".
- "Swingin' through the West at his singin' shootin' best! ".
- "Roy Knocks The West For A Singin', Lead-Slingin' Loop!".